# Kombazien
Kombazien est un village du département et la commune rurale d’Oronkua, situé dans la province de l’Ioba et la région du Sud-Ouest au Burkina Faso.

## Géographie

### Démographie
- En 2006, le village comptait 1 417 habitants recensés[1].

## Santé et éducation
Le centre de soins le plus proche de Kombazien est le centre de santé et de promotion sociale (CSPS) d'Oronkua tandis que le centre médical avec antenne chirurgicale (CMA) de la province se trouve à Dano.